# Hesperiina
De Hesperiina zijn een subtribus van vlinders in de familie van de dikkopjes (Hesperiidae).

## Geslachten
- Hesperia Fabricius, 1793
- Anatrytone Dyar, 1905
- Appia Evans, 1955
- Arotis Mabille, 1904
- Asbolis Mabille, 1904
- Atalopedes Scudder, 1872
- Atrytone Scudder, 1872
- Atrytonopsis Godman, 1900
- Buzyges Godman, 1900
- Caligulana Bell, 1942
- Chalcone Evans, 1955
- Choranthus Scudder, 1872
- Conga Evans, 1955
- Cravera de Jong, 1983
- Cyclosma Draudt, 1923
- Cynea Evans, 1955
- Decinea Evans, 1955
- Euphyes Scudder, 1872
- Hansa Evans, 1955
- Holguinia Evans, 1955
- Hylephila Billberg, 1820
- Jongiana Mielke & Casagrande, 2002
- Libra Evans, 1955
- Librita Evans, 1955
- Lindra Evans, 1955
- Linka Evans, 1955
- Metron Godman, 1900
- Misius Evans, 1955
- Molo Godman, 1900
- Neochlodes Austin & DeVries, 2001
- Notamblyscirtes Scott, 2006
- Nyctelius Hayward, 1948
- Ochlodes Scudder, 1872
- Oeonus Godman, 1900
- Oligoria Scudder, 1872
- Onespa Steinhauser, 1974
- Orthos Evans, 1955
- Oxynthes Godman, 1900
- Parachoranthus Miller, 1965
- Paratrytone Godman, 1900
- Phemiades Hübner, 1819
- Poanes Scudder, 1872
- Polites Scudder, 1872
- Pompeius Evans, 1955
- Problema Skinner & Williams, 1924
- Propertius Evans, 1955
- Pseudocopaeodes Skinner & Williams, 1923
- Pyrrhocalles Mabille, 1904
- Quasimellana Burns, 1994
- Quinta Evans, 1955
- Racta Evans, 1955
- Serdis Mabille, 1904
- Stinga Evans, 1955
- Thespieus Godman, 1900
- Tirynthia Godman, 1900
- Tirynthoides Bell, 1940
- Vacerra Godman, 1900
- Wallengrenia Berg, 1897
- Xeniades Godman, 1900